# Кіт Мердок
Сер Кіт Артур Мердок (англ. Sir Keith Arthur Murdoch; 12 серпня 1885, Мельбурн, Австралія — 4 жовтня 1952, Мельбурн) — австралійський журналіст, батько підприємця Руперта Мердока і засновник компанії «Ньюс корпорейшен».
Народився в Мельбурні в сім'ї Енні (уроджена Браун) і преподобного Джона Патріка Мердока, які одружилися 1882 року й емігрували з Крудена, Шотландія, в колонію Вікторія, Австралія, з родиною Патріка 1884 року. Його дід по батьковій лінії був пастором Вільної Церкви Шотландії, а його дід по материнській лінії був пастором пресвітеріанської церкви.
1887 року родина переїхала із західної частини Мельбурна в передмістя Камбервелл. Закінчивши спочатку керовану його дядьком школу, що недовго існувала, Кіт вступив до місцевої гімназії, де, незважаючи на свою сором'язливість і заїкання, став одним з кращих учнів. Після закінчення школи він вирішив не вступати до університету, а спробувати свої сили в журналістиці; друг його сім'ї Девід Сайм (журналіст) з видання «The Age» погодився найняти його журналістом для роботи в Малверні (районі Мельбурна). Протягом наступних чотирьох років Мердок багато працював і завжди хотів створити власну газету в Мельбурні. Таким чином, він наполегливо працював, щоб заробити гроші для заснування газети; завдяки його статтям наклад «The Age» зріс, і він зміг накопичити достатню кількість коштів. 1908 року на зароблені гроші він вирушив до Лондона для лікування заїкання, деякий час навчався в Лондонській школі економіки і політичних наук і намагався знайти роботу журналіста в Англії. 1909 року він працював у виданні «Pall Mall Gazette». Після повернення до Австралії він зміцнив стосунки сім'ї з рядом політиків, зокрема з Ендрю Фішером.
1912 року він став політичним оглядачем газети «Sydney Sun» в Мельбурні, в обов'язки якого входило брати інтерв'ю в політиків, а 1915 року був призначений її головним редактором. 1922 року завдяки його зусиллям тираж газети збільшився на 50 %; 1928 року він став генеральним директором газети, яка стала на той час однією з найпопулярніших в Австралії. До цього ж часу він мав репутацію одного з найавторитетніших людей у світі австралійської преси.
Від 1926 року Мердок почав активно боротися з конкурентними виданнями шляхом їх купівлі або отримання над ними контролю. 1931 року він перейшов до активніших дій, купивши кількох конкурентів в Аделаїді, забезпечивши місцеву монополію. У Брисбені придбав «Daily Mail» і конкурентну газету «Courier». Володіючи декількома медійними компаніями, Мердок почав втручатися в політику, всіляко допомагаючи політичним супротивникам Австралійської лейбористської партії.
Помер від серцевого нападу 1952 року у віці 67 років. Його бізнес успадкував син, Руперт Мердок.